# 惠特蘭 (新澤西州)
惠特蘭（英語：Wheatland）是位於美國新澤西州海洋縣的非建制地區。

## 歷史
惠特蘭的郵局於1872年設立，其後於1898年停運。

## 地理
惠特蘭所處的海拔為高於海平面45米（即148英呎），而該地所採用的時區為UTC-5，即北美东部时区（EST）。同時該地設有夏令時間，為UTC-5調快一小時，即UTC-4（EDT）。